# Marcato

Маркато

Марка́то (итал. marcato — подчёркнутый) — способ артикуляции при игре на музыкальных инструментах.
При игре на струнных смычковых инструментах в его основе лежит приём деташе (каждая нота берётся отдельным движением смычка). Суть данного способа в твёрдой атаке в начале звука, с последующей филировкой звука (ослаблением). Перед каждой нотой, в точке смены направления смычка, исполнитель делает движение кистью со смычком, похожее на отталкивание от невидимой стены, что даёт хорошую атаку в начале ноты. Далее смычок будто по инерции «проезжает» по струне, замедляясь естественным образом.
Также marcato — приём игры на духовых инструментах с подчёркнутой твёрдой атакой каждого звука.